# Nunatak Treugol’nyj
Der Nunatak Treugol’nyj (englische Transkription von russisch Нунатак Треугольный Nunatak Treugolny, deutsch ‚Dreieckiger Nunatak‘) ist ein Nunatak im ostantarktischen Mac-Robertson-Land. In den Prince Charles Mountains ragt er unmittelbar östlich des Mount Leckie auf.
Russische Wissenschaftler benannten ihn.